# بيل وودرو
بيل وودرو (بالإنجليزية: Bill Woodrow)‏ هو نحات ورسام بريطاني، ولد في 1 نوفمبر 1948 في أكسفوردشير في المملكة المتحدة.

## وصلات خارجية
- الموقع الرسمي